# Anti-genderbeweging
De anti-genderbeweging is een pluriforme internationale beweging tegen wat zij zelf 'genderideologie' of 'genderisme' noemen. Deze termen dekken diverse onderwerpen en hebben geen samenhangende definitie. 
Leden van de anti-genderbeweging bevinden zich aan de (radicaal)rechtse kant van het politieke spectrum, zoals rechtspopulisten, conservatieven en Christelijke fundamentalisten. Sinds 2016 wordt de retoriek van deze beweging ook steeds meer gebruikt door 'genderkritische feministen'. Leden van de anti-genderbeweging zijn tegen sommige LHBTI-rechten waaronder transgenderrechten, sommige voortplantingsrechten, sommige vormen van gender-gerelateerd regeringsbeleid, gendergelijkwaardigheid en wetenschappelijke instituten voor genderstudies. De Canadese Veiligheidsdienst heeft de anti-genderbeweging in verband gebracht met een risico op "extremistisch geweld" tegen de LGBTQI+-gemeenschap. UN Women heeft de anti-genderbeweging omschreven als extremistische anti-rechtenbewegingen die "haatdragende propaganda en desinformatie gebruiken om mensen met diverse seksuele geaardheden, genderidentiteiten, genderexpressies en geslachtskenmerken tot doelwit te maken en te delegitimeren."
De term 'genderideologie' is door academici Stefanie Mayer en Birgit Sauer omschreven als een "betekenisloze term", en door Agnieszka Graff als een "geweldige naam voor alles wat conservatieve katholieken verachten". Het idee van genderideologie is ookwel omschreven als een morele paniek of een samenzweringstheorie, omdat het een geheime groep veronderstelt die de samenleving wil ondermijnen. Een rapport van het Europees Parlement koppelde de opkomst van de anti-genderbeweging in Europa aan desinformatiecampagnes die voor een groot deel door Rusland worden gesponsord.
De anti-genderbeweging wordt veelal vanuit het buitenland gefinancierd, door ultraconservatieve subsidieverleners en donateurs, religieuze instellingen, corporaties en andere geldbronnen.
Een Nederlandse tak van de anti-genderbeweging, die pleit tegen zelfidentificatie als basis van het juridisch geslacht, is de stichting Voorzij.